# Drusus bureschi
Drusus bureschi là một loài Trichoptera trong họ Limnephilidae. Chúng phân bố ở miền Cổ bắc.